# Microlejeunea colombiana
Microlejeunea colombiana là một loài Rêu trong họ Lejeuneaceae. Loài này được Bischl. mô tả khoa học đầu tiên năm 1962.